# Erzbischöfliches Archiv Freiburg

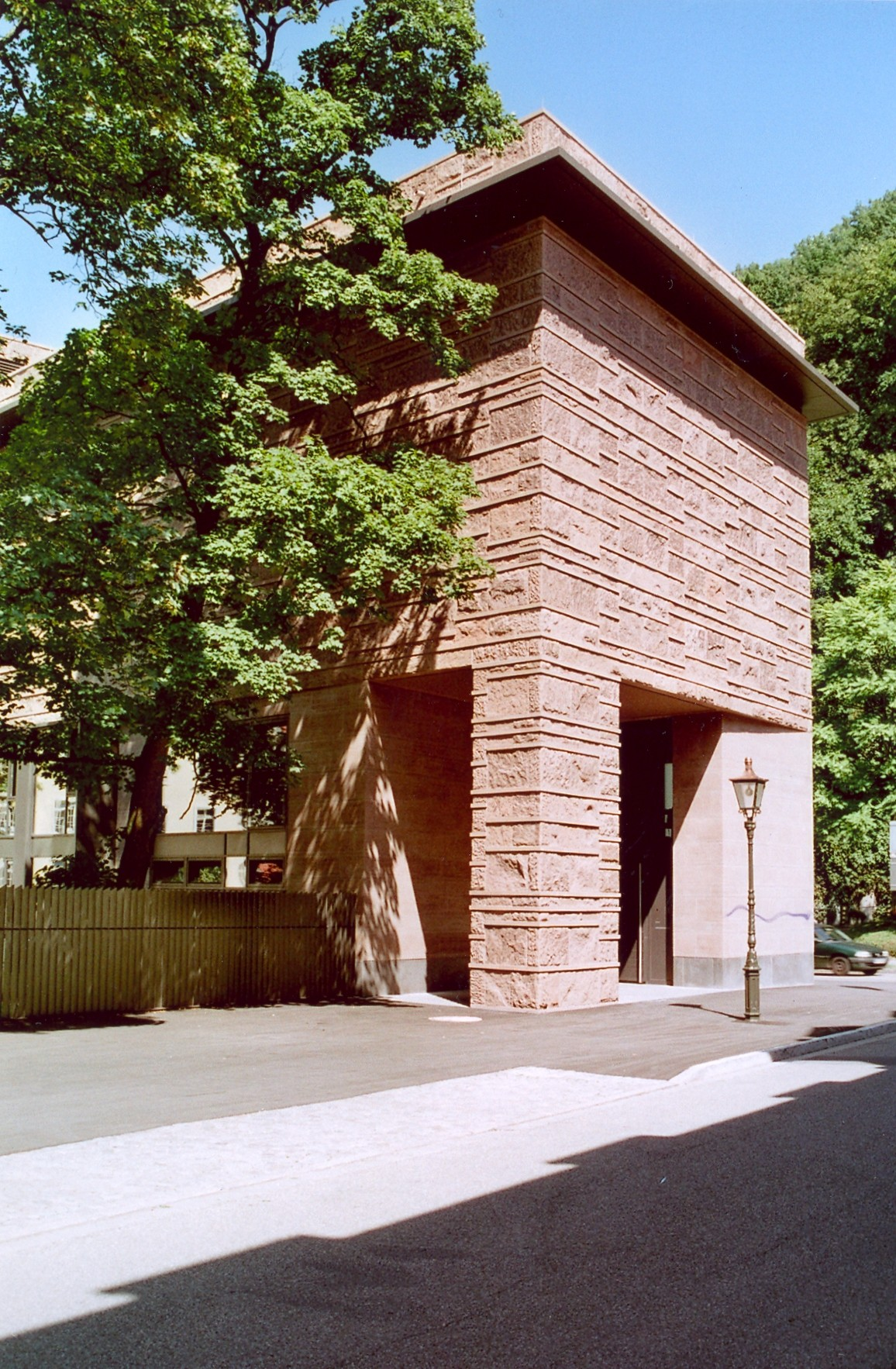
Erzbischöfliches Archiv Freiburg

Das Erzbischöfliche Archiv Freiburg (Abkürzung: EAF) ist das Archiv der Diözesanverwaltung und weiterer zentraler Einrichtungen des Erzbistums Freiburg. In seiner Zuständigkeit liegt auch die Pflege der Pfarrarchive der Erzdiözese.

## Geschichte
Schon 1828, und damit nur ein Jahr nach der Wahl des ersten Erzbischofs der neugeschaffenen Diözese Freiburg, wird erstmals ein erzbischöfliches Archiv erwähnt. Allerdings bildeten zu diesem Zeitpunkt die Akten und Urkunden der Vorgängerbistümer noch eine Einheit mit der Registratur der neuen Diözese. Franz Zell, der im Jahr 1859 zum Archivar ernannt wurde, begann erstmals damit ältere Bestände aus der Registratur zu lösen. Der Aufbau und Betrieb des Erzbischöflichen Archivs Freiburg nach archivwissenschaftlichen Methoden erfolgte aber erst mit der Einstellung von Franz Hundsnurscher als ersten ausgebildeten Archivar im Jahr 1967. Im Jahr 1974 bezog das Archiv eigene Räumlichkeiten in einem Anbau des Ordinariats in der Freiburger Herrenstraße. Die klimatischen Bedingungen in den Räumen erwiesen sich allerdings als ungünstig für die dauerhafte Aufbewahrung von Schriftgut, auch die räumlichen Kapazitäten waren bald erschöpft. Aus diesen Gründen beschloss die Diözesanverwaltung unweit des bisherigen Standortes einen Archivneubau zu errichten. Dieses neue Gebäude des Architekten Christof Hendrich in der Schoferstraße 3 konnte dann im Jahr 2002 eingeweiht werden. Der Bau nutzt ein natürliches Klimatisierungskonzept, das sich an römischen Hypokausten-Wandheizungen orientiert und so den Energiebedarf minimiert.
Direktor des Archivs ist seit 1998 Christoph Schmider.
Neben dem Sitz in Freiburg existieren zwei Archivaußenstellen in Eberbach und Sigmaringen. Die Aufgabe dieser Außenstellen liegt hauptsächlich in der Betreuung der Pfarrarchive des jeweiligen Sprengels.

## Bestände
Keimzelle und zugleich historischer Kernbestand ist das aus dem aufgelösten Bistum Konstanz übernommene Schriftgut. Nach der Säkularisation des Hochstifts Konstanz durch Baden im Jahr 1802 begann der von Baden übernommene Archivar Johann Baptist Kolb die Schriftgutverwaltung in weltliche (Territorialia) und geistliche (Ecclesiastica) Bestände zu trennen. Hintergrund war, dass nach § 47 des Reichsdeputationshauptschlusses der Fortbestand des Bistums und des Domkapitels ausdrücklich gewährleistet wurde. Damit hatten diese kirchlichen Institutionen einen Rechtsanspruch auf alle erforderlichen Unterlagen. Obwohl bereits seit der Mitte des 16. Jahrhunderts die geistliche und weltliche Verwaltung in Meersburg und Konstanz zunehmend getrennt geführt worden waren, gab es Überschneidungen zwischen beiden Bereichen. Bestände mit durchmischtem Inhalt wurden größtenteils der staatlichen Kirchenbehörde, der „Katholischen Kirchensektion“ des badischen Innenministeriums zugeschlagen. Auch die Urkundenbestände gelangten praktisch vollständig in das Badische Generallandesarchiv.
Das Schriftgut der weltlichen Regierung wurde unter badischer Regie den neuen Herrschaftsträgern zugeteilt. Die „Ecclesiastica“ wurden auf die kirchlichen Nachfolgeinstitutionen, insbesondere die neu errichteten oder umgeschriebenen Bistümer in Süddeutschland, der Schweiz und Österreich, verteilt. Die Bestände wurden in Folge dieser Umstrukturierung stark fragmentiert und einzelne Teile gingen ganz verloren.
Auch Teile der Bestände der übrigen Vorgängerbistümer (Mainz, Speyer, Straßburg, Worms und Würzburg) auf dem Gebiet der neuerrichteten Diözese Freiburg wurden an dessen Verwaltung abgegeben. Zusammen bilden die Überlieferung der Vorgängerbistümer den Bestand A.
Seit den Gründungsjahren des Erzbistums Freiburg übernimmt und verwahrt das Erzbischöfliche Archiv das Schriftgut der Diözesanverwaltung Freiburg. Dieser Bestand B bildet eine wichtige Quelle zur Kultur- und Baugeschichte Badens und Hohenzollerns.
Eine unverzichtbare Quelle für genealogische Studien stellen die Kirchenbücher dar. Bis von staatlicher Seite im Jahr 1870 in Baden und 1874 in Hohenzollern amtliche Personenstandsregister eingeführt wurden, wurden Taufen, Ehen und Todesfälle von kirchlicher Seite aus registriert. Die Kirchenbücher der katholischen Pfarreien im Bereich der Erzdiözese Freiburg können über Mikrofilm nach Voranmeldung an fünf Lesegeräten im Erzbischöflichen Archiv eingesehen werden.
Zahlreiche Hinweise auf die Bestände des Erzbischöflichen Archivs existieren in der Zeitschrift Freiburger Diözesan-Archiv.